# Fernando Forestieri
Fernando Martín Forestieri (ur. 15 stycznia 1990 w Rosario w Argentynie) – włoski piłkarz występujący na pozycji pomocnika lub napastnika.

## Życiorys
Forestieri rozpoczął swoją karierę w Newell’s Old Boys, lecz w wieku 13 lat przeszedł do Boca Juniors za 50 tysięcy dolarów. W styczniu 2006 roku Fernando przeprowadził się do kraju swoich rodziców – Włoch, gdzie podpisał 5-letni kontrakt z klubem Genoa CFC.
Forestieri zadebiutował w Serie B 13 stycznia 2007 roku w przegranym meczu przeciwko Pescara Calcio, w którym zdobył gola. Regularnie występował w młodzieżowej drużynie Genoa CFC, z którą wygrał międzynarodowy turniej International Viareggio 2007. Następnie trafił do Sieny, po czym został wypożyczony do Vicenzy Calcio. 28 lipca 2009 Forestieri został kupiony przez Udinese Calcio i od razu został wypożyczony do zespołu Málaga CF. 25 sierpnia 2015 za kwotę 4,12 mln euro zostaje kupiony z Watford do Sheffield Wednesday. W sezonie 2015- 2016 w zespole z Sheffield rozegrał 36 spotkań ligowych i strzelił 15 bramek będąc najskuteczniejszym zawodnikiem drużyny i czołowym strzelcem Championship.
Fernando Forestieri otrzymał powołanie do kadry Argentyny U-17 oraz Włoch U-17, ostatecznie zdecydował się na grę dla „Squadra Azzura”. Następnie grał dla reprezentacji Włoch U-19 i U-20.